# Yitzhak Ben-Aharon

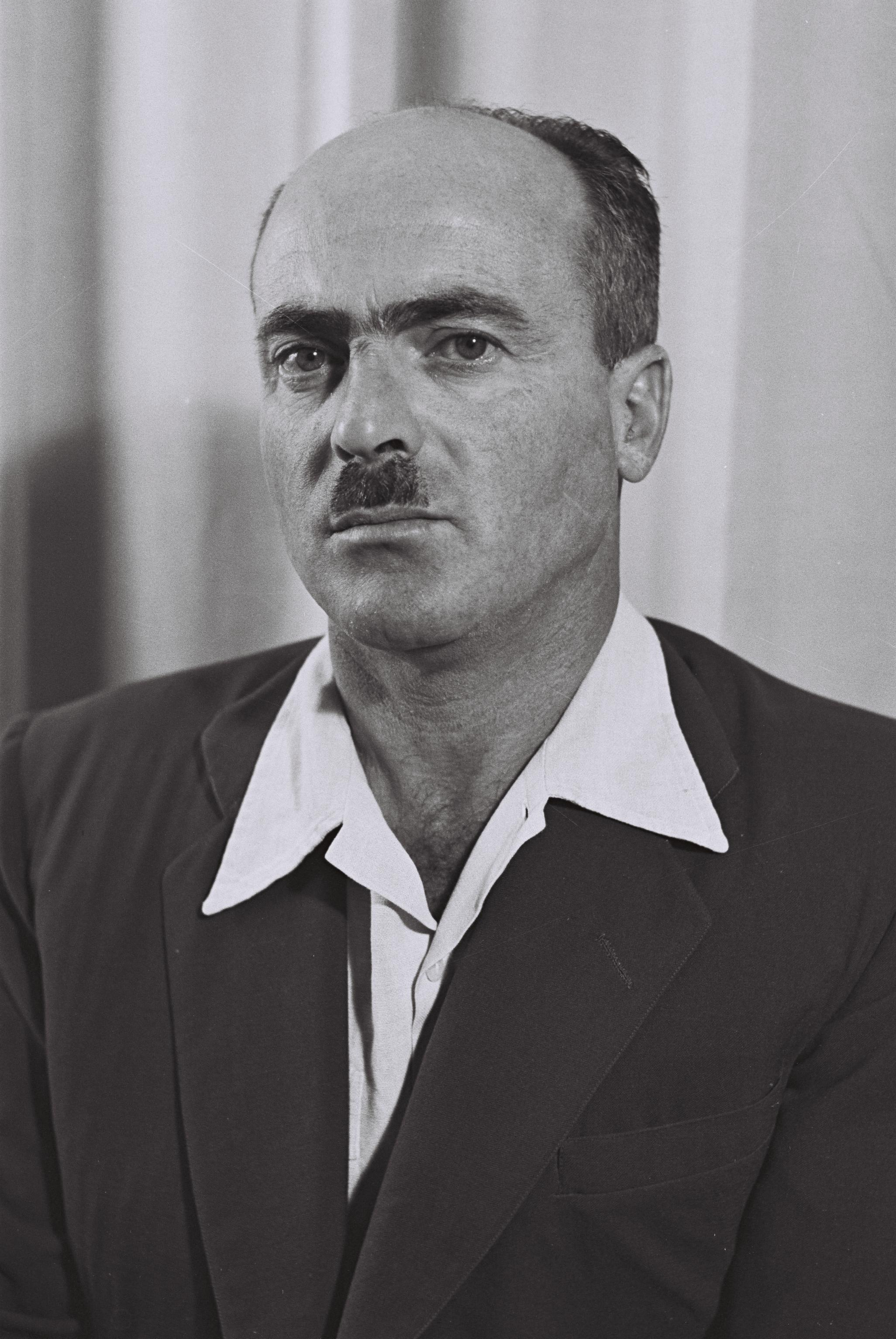
Yitzhak Ben-Aharon (1951)

Yitzhak Ben-Aharon (Hebreeuws: יצחק בן אהרון) (Boekovina, Oostenrijk-Hongarije, 7 juli 1906 – Giva'at Haim Meuchad, 19 mei 2006) was een Israëlische vakbondsleider, publicist en politicus van socialistische huize.
Ben-Aharon volgde de middelbare school in Tsjernivtsi en studeerde politicologie in Berlijn. In 1928 vestigde hij zich in het Mandaatgebied Palestina. Vijf jaar later in 1933 werd hij lid van de kibboets Giva'at Haim. Toen er zich in 1952 een splitsing voordeed in de kibboetsbeweging bleef hij in de oorspronkelijke kibboets, de Giva'at Haim Meuchad. Hij zou er tot aan zijn dood woonachtig zijn.
In de jaren dertig had hij uiteenlopende functies. Zo was hij een tijdlang lid van een arbeidersraad in Tel Aviv (1932-1938), verbleef hij in de zomer van 1935 in verband met zionistische werkzaamheden een poosje in nazi-Duitsland maar werd door de Gestapo het land uitgezet, en was vervolgens van 1938 tot 1939 secretaris van de linkse politieke partij Mapai, de voorloper van de latere Arbeidspartij.
In 1940 nam hij dienst in het Britse leger om tegen Duitsland te vechten. Aan het Griekse front werd hij in 1941 krijgsgevangen gemaakt en verbleef in krijgsgevangenschap tot aan het einde van de Tweede Wereldoorlog in 1945.
Na de oorlog voegde hij zich bij Mapam en vanaf 1948 was hij een van de leidinggevende personen binnen deze zeer linkse politieke partij. Toen er zich in 1954 een splitsing voordeed werd hij leidinggevende van een kleine linkse afsplitsing genaamd Ahdut Avoda-Po'alei Zion.

Voor deze partijen zat hij lange tijd in het Israëlische parlement, de Knesset (vanaf het begin in 1949 tot 1965, en van 1969 tot 1977). Van 1958 tot 1962 was hij eveneens minister van transport ten tijde van het tweede premierschap van David Ben-Gurion.

Van 1969 tot 1973 was hij daarnaast ook secretaris-generaal van de socialistische vakbond Histadroet.
In 1977 trok hij zich terug uit het politieke leven en ging hij met pensioen. Wel liet hij zo nu en dan van zich horen door middel van allerlei linkse, kritische uitspraken en diverse artikelen en boeken. Voor zijn oeuvre ontving hij de zeer prestigieuze Israëlprijs, de hoogste prijs van de Israëlische staat.
Yitzhak Ben-Aharon overleed op 99-jarige leeftijd. Na zijn overlijden werd hij door diverse prominente Israëlische politici geprezen voor zijn werk dat hij had verricht om de Israëlische staat en samenleving mede gestalte te geven.